# Ju (estat)
L'Estat de Ju (Dinastia Zhou xinès:虘;xinès tradicional: 莒國, xinès simplificat: 莒国, pinyin: Jŭ Guó) va ser un antic estat dongyi, en l'àrea del que ara és la Província Shandong, durant la Dinastia Zhou (1046-256 aCE). Shuowen Jiezi va dir que Ju significa Taro o una eina de fusta. Es va afeblir i va ser annexionat per l'Estat de Qi.